# Нортруп
Нортруп (нім. Nortrup) — громада в Німеччині, розташована в землі Нижня Саксонія. Входить до складу району Оснабрюк. Складова частина об'єднання громад Артланд.
Площа — 27,08 км2. Населення становить 2983 ос. (станом на 31 грудня 2021).